# Camille Louvel
Pour les articles homonymes, voir Louvel.
Camille Louvel, né le 15 décembre 1906 à Mur-de-Sologne et mort le 29 mai 1987 à Romorantin-Lanthenay dans le Loir-et-Cher,, est un coureur cycliste français. Il est professionnel de 1930 à 1935.

## Palmarès
- 1930
  - Grand Prix de la Sarthe
  - 3e de Tours-Châtellerault-Tours
- 1931
  - 1re étape de Nevers-Vichy-Nevers
  - 3e du Prix Albert-Gagnet
- 1932
  - Nantes-Saint-Nazaire-Nantes
  - 2e du Grand Prix de la Sarthe
- 1933
  - Grand Prix d'Oradour-sur-Vayres
  - 3e du Circuit de l'Indre
  - 3e du Grand Prix de la Sarthe
  - 3e de Tours-Châtellerault-Tours
- 1934
  -  Champion de France aspirants
  - Grand Prix cycliste algérien :
    - Classement général
    - 5e étape

  - 2e du Circuit de l'Indre
- 1936
  - 2e de Poitiers-Saumur-Poitiers